# باول جيمس (موسيقي)
باول جيمس هو موسيقي كندي، ولد في 18 يناير 1951.

## وصلات خارجية
- باول جيمس على موقع ميوزك برينز (الإنجليزية)
- باول جيمس على موقع أول ميوزيك (الإنجليزية)
- باول جيمس على موقع ديسكوغز (الإنجليزية)
- باول جيمس على موقع ديسكوغز (الإنجليزية)